# Lotus Éclat

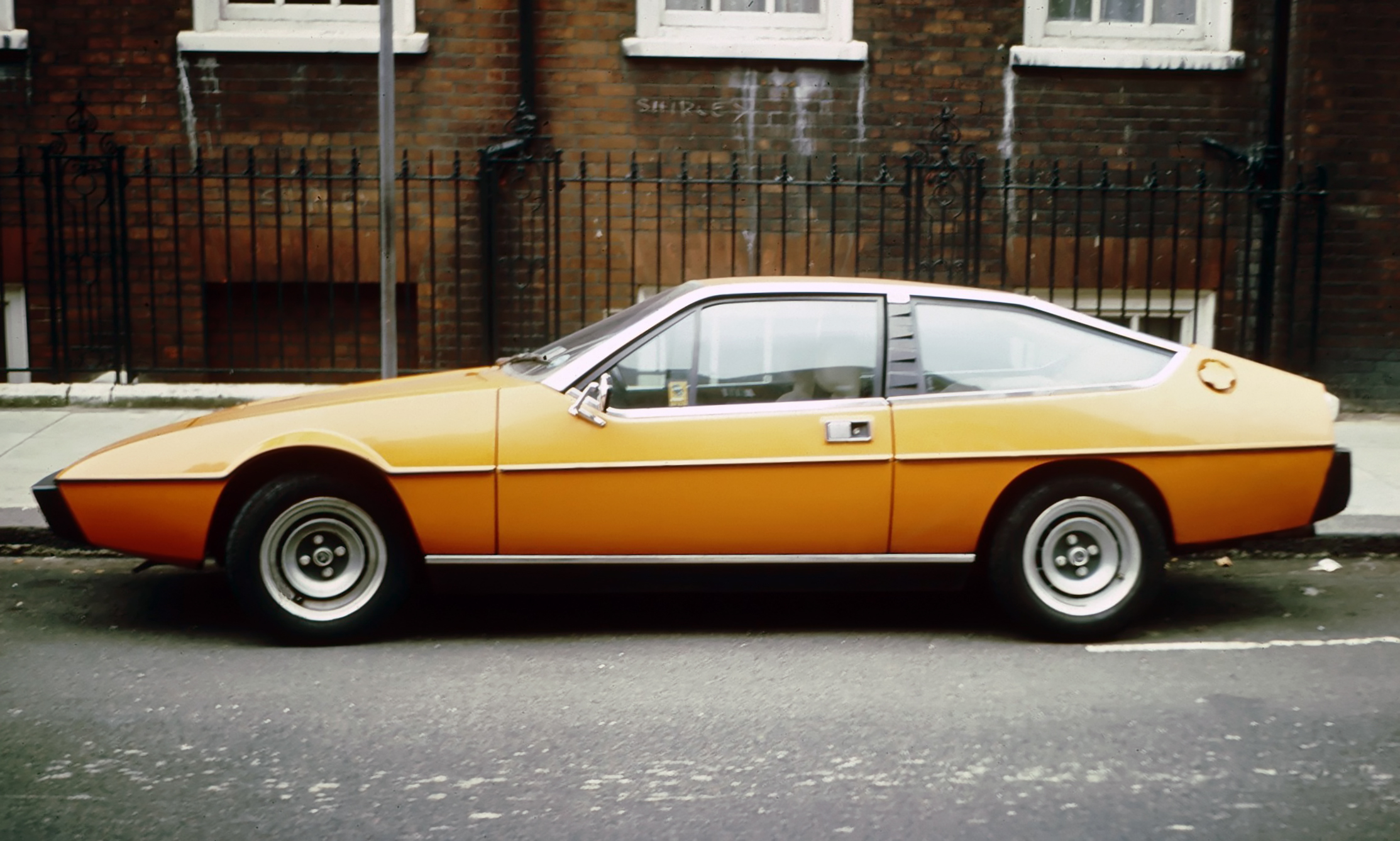
Lotus Éclat (1974–1980)

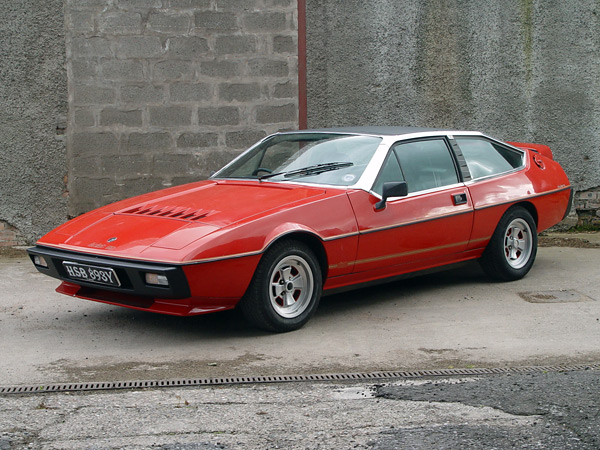
Lotus Éclat S2.2 "Riviera" (1980–1982)

Der Lotus Éclat (intern Typ 76 und Typ 84) ist ein von Ende 1974 bis Herbst 1982 gebautes Schrägheck-Coupé mit 2+2 Sitzen des britischen Herstellers Lotus Cars. Es basierte auf dem gleichzeitig gebauten Lotus Elite und hatte einen Frontmotor. Colin Chapman, Gründer von Lotus Cars, präsentierte den Éclat auf der New York Auto Show.

## Geschichte
Die Fahrzeuge der ersten Serie wurden von Ende 1974 bis Mitte 1980 gebaut. Sie wurden vom Lotus-Motor 907 angetrieben, einem 2-Liter-Vierzylinder mit zwei Doppelvergasern. Um die Konstruktionsdauer zu verkürzen, lehnte Lotus die Dimensionierung des Motorblocks eng an den des Slant Four von Vauxhall Motors an, verwendete jedoch Aluminium statt Grauguss als Material. Dies ermöglichte einerseits in der Anfangszeit (als der Motor im Jensen Healey eingesetzt wurde) die Verwendung von Kurbelwellen von Vauxhall, andererseits konnte Vauxhall Fahrzeuge des Typs Chevette im Rallye-Sport einsetzen, bei denen der Lotus-Kopf auf dem Vauxhall-Block montiert war. Die Fahrzeuge wurden deswegen disqualifiziert. Die Leistung lag bei 117 kW (160 PS).
Mitte 1980 kam der in Details veränderte Éclat S2 mit einer 912 genannten 2,2 Liter großen Version des Motors auf den Markt. Vom Typ 912 wurden insgesamt nur 223 Stück gebaut. Für die Kraftübertragung standen ein manuell zu schaltendes oder ein automatisches Getriebe zur Verfügung.
Die Karosserie aus glasfaserverstärktem Kunststoff war 4,48 m lang, 1,82 m breit und 1,21 m hoch. Sie baute auf einem zentralen Stahlträgerchassis auf, das ab 1980 galvanisch verzinkt war. Bei einem Radstand von 2,48 m wog der Wagen in Standardausführung 975 kg. Durch eine optionale Klimaanlage stieg das Gewicht auf 1.010 kg, mit zusätzlicher Servolenkung auf 1.026 kg. Auf den hinteren Sitzen sitzt man überraschend komfortabel im Gegensatz zu vielen heutigen 2+2-Sitzern. Mit einem Preis von $ 28.400 (1979) war der Wagen etwa gleich teuer wie ein Mercedes-Benz 450 SL ($ 28.687).
Ab Ende 1982 wurde eine leicht veränderte Version des Wagens mit einem Getriebe von Toyota unter dem Namen Éclat Excel verkauft. Diese Version hieß ab Herbst 1983 nur noch Lotus Excel und wurde bis Sommer 1991 weiter produziert.
Das keilförmige Design beeinflusste einige andere Autohersteller. Ginetta etwa orientierte sich bei der Gestaltung des G26 am Eclat bzw. Excel.